# Володимир (Паска)
Володи́мир Ва́лтер Па́ска (29 листопада 1923, Елізабет, Нью-Джерсі — 16 серпня 2008, Плімут-Мітінг, Пенсільванія) — єпископ Української греко-католицької церкви, єпископ-помічник Філадельфійської архієпархії (1992—2008).

## Життєпис
Володимир Паска народився 29 листопада 1923 року в Елізабет (Нью-Джерсі). У 1936 році вступив до підготовчої семінарії святого Василія у Стемфорді (Коннектикут), яку закінчив у 1940 році. Згодом навчався в колегіальній семінарії святого Чарлза (1940—1941), в колегіальній семінарії святого Василія у Стемфорді (1941—1944), де здобув ступінь бакалавра філософії. У 1944—1947 роках вивчав богослов'я в Католицькому університеті Америки у Вашингтоні.
2 травня 1947 року в Кафедральному соборі Непорочного Зачаття у Філадельфії прийняв священницьке рукоположення з рук митрополита Філадельфійського Костянтина Богачевського.
У 1947—1951 роках викладав англійську мову й літературу у Стемфордській семінарії Святого Василія. Водночас навчався у Фордгемському університеті (Нью-Йорк), де здобув ступінь магістра зі середньовічної літератури.
У 1948 році призначений сотрудником парафії Святого Духа у Брукліні (Нью-Йорк); 1951—1952 — парох церкви Святого Духа в Честері (Пенсильванія); 1952—1955 — парох церкви Святого Володимира в Елізабет (Нью-Джерсі). Водночас (1953—1955) був членом архиєпархіальної Адміністративної Ради Філадельфії. У 1955—1958 роках виконуючи парафіяльні обов'язки, викладав англійську мову і літературу в семінарії Святого Василія. Впродовж 1958—1961 років виконував обов'язки економа у новоствореній Стемфордській єпархії і водночас був парохом церкви Святого Володимира у Гемстеді (Нью-Йорк). У 1961—1971 роках — канцлер і генеральний вікарій новоствореної єпархії Святого Миколая в Чикаго. У 1971—1975 роках вивчав канонічне право в Католицькому університеті Америки у Вашингтоні та здобув ступінь доктора. У той час виконував також обов'язки директора покликань митрополії. Впродовж 1975—1984 років викладав канонічне право в Католицькому університеті Америки. У 1979 році призначений ректором Української католицької семінарії Святого Йосафата у Вашингтоні. На цій посаді перебував до 1984 року. У 1980 році призначений судовим вікарієм архієпархіального трибуналу. В 1975—1977 роках виконував обов'язки консультора Комісії ревізії Кодексу східного права. 1984—1992 — парох церкви Святого Михаїла у Черрі-Гілл (Нью-Джерсі). У 1963 році Папа Римський Павло VI проголосив Володимира Паску почесним прелатом і надав йому церковний титул монсеньйора. З 1975 по 2006 рік був судовим вікарієм Філадельфійської архієпархії.
24 січня 1992 року Папа Римський Іван Павло II призначив священника Володимира Паску єпископом-помічником Філадельфійської архієпархії, титулярним єпископом Тиґіллави. 19 березня 1992 року відбулася його архієрейська хіротонія. Головним святителем був митрополит Стефан Сулик, а співсвятителями — єпископи Інокентій Лотоцький і Василь Лостен.
29 листопада 2000 року Іван Павло II прийняв зречення з уряду єпископа-помічника Володимира Паски у зв'язку з досягненням пенсійного віку. Після відставки продовжував працювати у церковному суді, а також працював над перекладом історії української церкви.
Помер 16 серпня 2008 року.